# Рачунарски порт (хардвер)
Рачунарски прикључак, конектор или порт је интерфејс на рачунару са којим се може повезати неки уређај. Лични рачунари имају различите врсте портова. 
Унутар рачунара се налазе прикључци за повезивање хард (чврстих) дискова, ЦД или DVD уређаја, напајања струјом и други. Изван рачунара се налазе прикључци за повезивање штампача, монитора, тастатуре, миша и других уређаја.

## Врсте
Неке врсте рачунарских прикључака су наведене испод.
- USB прикључак
- Серијски прикључак
- Паралелни прикључак
- Монитор прикључак
- Мини ДИН прикључак
- ДВИ прикључак
- СЦСИ прикључак
- PS/2 прикључак
- Ethernet прикључак